# Сирхавенд
Сирхавенд (азерб. Sırxavənd) — село в Агдеринському районі Азербайджанської Республіки. Розташоване на території, яку до 23 вересня 2023 року контролювали незаконні вірменські воєнізовані угруповання. 

## Історія
До 1991 Сирхавенд був селом Мардакертського району Нагірно-Карабаської автономної області (НКАО) Азербайджанської РСР. Населення займалося тваринництвом, хліборобством, картоплярством та тютюновництвом. У селі була середня школа, медпункт, сільський клуб, бібліотека, кіноустановка.
На 1983 року село мало населення понад тисячу осіб і було одним із найбільших азербайджанонаселених сіл району.
У 1991 році НКАО була ліквідована, а Мардакертський район був перейменований на Агдеринський. У 1992 році Агдеринський район був скасований, а його територія була розділена між сусідніми Кельбаджарським, Тертерським та Агдамським районами, причому Сирхавенд виявився включеним до Агдамського району. 27 грудня 2023 року Агдерінський район був відновлений у колишніх межах.
12 березня 1992 року, у перші місяці Першої Карабаської війни, Сирхавенд був захоплений вірменськими збройними формуваннями. З моменту його захоплення до припинення вогню з боку Азербайджану робилися різні спроби повернути контроль над селом. У ході літнього наступу 1992 року азербайджанцям таки вдалося зайняти Сирхавенд, проте до червня 1993 року вони знову втратили над ним контроль.
Чотири уродженці села удостоєні «Ордену Азербайджанського прапора». 19 людей загинуло під час Першої Карабаської війни. Багато уродженців села воювали у складі азербайджанських загонів самооборони «Колани». Село сильно постраждало внаслідок бойових дій.
У 1995 році у покинутому азербайджанцями Сирхавенді оселилися вірмени-вимушені переселенці із сусіднього села Ґазанчи, яке опинилося на момент закінчення Першої Карабаської війни біля лінії зіткнення сторін. Місцева вірменська влада назвала село Нор-Газанчі (вірм. Նոր Ղազանչի, літер. «Новий Ґазанчи») і включила його до складу Мартакертського району.
Після Другої Карабаської війни 9 га орних земель у районі села перейшли під контроль Азербайджану, проте гірські пасовища залишились під вірменським контролем. Лінія азербайджанського контролю проходила за 1,5 км від села. Поблизу села знаходиться спостережний пункт російського миротворчого контингенту.
За підсумками бойових дій 19 вересня 2023 року Сирхавенд повернувся під контроль Азербайджану. 24-25 вересня вірменські поселенці покинули село.